# Ștefan Borbély
Ștefan Borbély (n. 31 octombrie 1953, Făgăraș) este critic și istoric literar, eseist și traducător român.

## Biografie
A absolvit în 1976 Facultatea de Litere a Universității „Babeș-Bolyai” din Cluj, secția română-engleză. Din 1999 este doctor în filologie, cu teza intitulată Paradigma eroic-antieroic ca fapt de cultură și civilizație. 
În perioada studenției a fost membru al cenaclului „Echinox” din Cluj. După absolvirea facultății, din 1976 și până în 1981, a lucrat ca profesor de limba engleză la școala generală nr. 8 din Târgu-Mureș. Apoi a fost corector la revista „Igaz Szó” din Târgu Mureș, rebotezată după decembrie 1989 în „Látó”.

În septembrie 1990, a obținut postul de asistent universitar la Facultatea de Litere din Cluj. Din 1991 și până în 1994, membru al colegiului redacțional al revistei „Echinox”. Între 1994-2000, director al revistei „Echinox”, impreuna cu Corin Braga. În prezent este profesor universitar la Facultatea de Litere a Universității „Babeș-Bolyai” din Cluj. 
A colaborat cu studii, eseuri și articole de opinie la majoritatea revistelor de literatură și cultură din țară, în special la „Echinox” (Cluj), „Familia” (Oradea), „Poesis” (Satu Mare), „22” (București), „Apostrof” (Cluj), "Contemporanul/Ideea Europeană (București).

Bursier Fulbright (1992: Indiana University, Bloomington, IN, USA); stagii de pregatire la New York, la Institute for Psychohistory și la Columbia University (1997, 1999, 2001), la University of North Carolina, Chapel Hill (2004), East European Scholar, St. John's College Oxford (UK, 1999),Visiting Scholar, Institute of Advanced Studies, Jawaharlal Nehru University New Delhi, India (2009).
 
Este tatăl Blancăi Borbely (n. în 1997), autoarea romanului "Zidul de foc" (Ed. Limes, 2011)

## Volume publicate
- Umbra cuvintelor - Experiența lui Christian W. Schenk, Phoenix 1995.
- Grădina magistrului Thomas, eseuri,  București, E.D.P., 1995.
- Xenograme, Oradea, Cogito, 1997.
- Visul lupului de stepă, Cluj, Dacia, 1999.
- Opoziții constructive, , Cluj, Limes, 2002.
- De la Herakles la Eulenspiegel. Eroicul, Cluj, Dacia, 2001.
- Matei Călinescu, monografie, Brașov, Aula, 2002, 120 p.
- Cercul de grație, Pitești, Paralela 45, 2003.
- Proza fantastică a lui Mircea Eliade. Complexul gnostic", Cluj, „Biblioteca Apostrof”, 2003.
- Mitologie generală", Cluj, Limes, 2004.
- Despre Thomas Mann și alte eseuri, Cluj, „Biblioteca Apostrof”, 2005, 170 p.
- O carte pe săptămână, Editura Ideea Europeană, 2007
- Pornind de la Nietzsche, Ed. Limes, Cluj, 2010
- Homo brucans și alte eseuri, București, Ed. Ideea Europeana/Contemporanul,2011
- Existența diafană, București, Ed. Ideea Europeana/Contemporanul, 2011

## Volume colective
- A colaborat la realizarea Dicționarului scriitorilor români coordonat de Mircea Zaciu, Marian Papahagi și Aurel Sasu (I, 1995; II, 1998) și la Dicționarul analitic de opere literare românești, coordonat de Ion Pop (vol. I-IV, 1998-2003; ediție definitivă, 2007).
- Prezent cu studii și eseuri în volumele: Liviu Rebreanu după un veac (1985); Portret de grup cu Ioana Em. Petrescu (1991); Competiția continuă. Generația '80 în texte teoretice (Ed. Vlasie, 1994; ediția a II-a, Ed. Paralela 45, 1999); Revenirea în Europa. Idei și controverse românești (1996).
- A îngrijit volumele: Constantin Fântâneru, Interior, Dacia, Cluj, 1981; Experiența externă, Institutul European, Iași, 2001; Augustin Pop, Telejurnalul de la Cluj, Paralela 45, Pitești, 2000, "Ion Pop - șapte decenii de melancolie și literatură", Ed. Eikon, Cluj-Napoca, 2011.
- Eugen Simion,  Ovid. S. Crohmălniceanu, Dumitru Micu,  Marin Mincu, Gheorghe Bulgăr, Emil Manu, Ștefan Borbély, Theodor Damian, Emilian Galaicu-Păun, Ioan Lazăr, Joachim Wittstock: Eseuri critice despre Christian W. Schenk, Dionysos Boppard 2022, ISBN 9783750440746

## Traduceri
- A tradus în limba română volumul de studii și eseuri intitulat Rațiune și frumos, de Rácz Gyözö (Editura Kriterion, București, 1984).
- A realizat, împreună cu Rodica Mercea, prima traducere românească a eseului Sfârșitul istoriei, de Francis Fukuyama (Revista „Apostrof” nr. 3-4, 1992).

## Afilieri
- Este membru fondator al Asociației Scriitorilor Profesioniști din România (ASPRO), al Fundațiilor Culturale „Echinox” și „Apostrof” (Cluj-Napoca); este membru al Uniunii Scriitorilor din România (filiala Cluj); al Asociației de Literatură Comparată din România; alumn al Colegiului „Noua Europă”.